# 瓦列里·多莫夫齊斯基
瓦列里·多莫夫齊斯基（Valeri Domovchiyski，1986年5月10日—）是一位保加利亞足球運動員。現在他效力於德甲球隊柏林赫塔。
多莫夫齊斯基出生在普羅夫迪夫。在2004年年轉會到索菲亞列夫斯基。在2004-05賽季，多莫夫齊斯基已成為了索菲亞列夫斯基的主力球員，并引發了一些歐洲強隊的關注。2008年1月29日，多莫夫齊斯基被外借到柏林赫塔，在2008年5月17日打入了其代表柏林赫塔的第一個進球。2008年5月22日，多莫夫齊斯基正式轉會柏林赫塔，轉會費是160萬歐元。